# والتر بائر
والتر بائر (انگلیسی: Walter Bauer; ۸ اوت ۱۸۷۷ – ۱۷ نوامبر ۱۹۶۰) استاد دانشگاه، متخصص الهیات، فرهنگ نویس یونانی عهد جدید و محقق توسعه مسیحیت اولیه اهل آلمان بود.